# Dabaishu
Dabaishu (大柏树站) is een station van de metro van Shanghai, gelegen in het district Pudong. Het station werd geopend op 26 december 2000 en is onderdeel van lijn 3. In dezelfde straat ligt ook het station Wenshui Lu van lijn 1, maar beide stations liggen niet op loopafstand van elkaar.
Tot 2006 droeg het station de naam East Wenshui Lu.